# دیوان حافظ

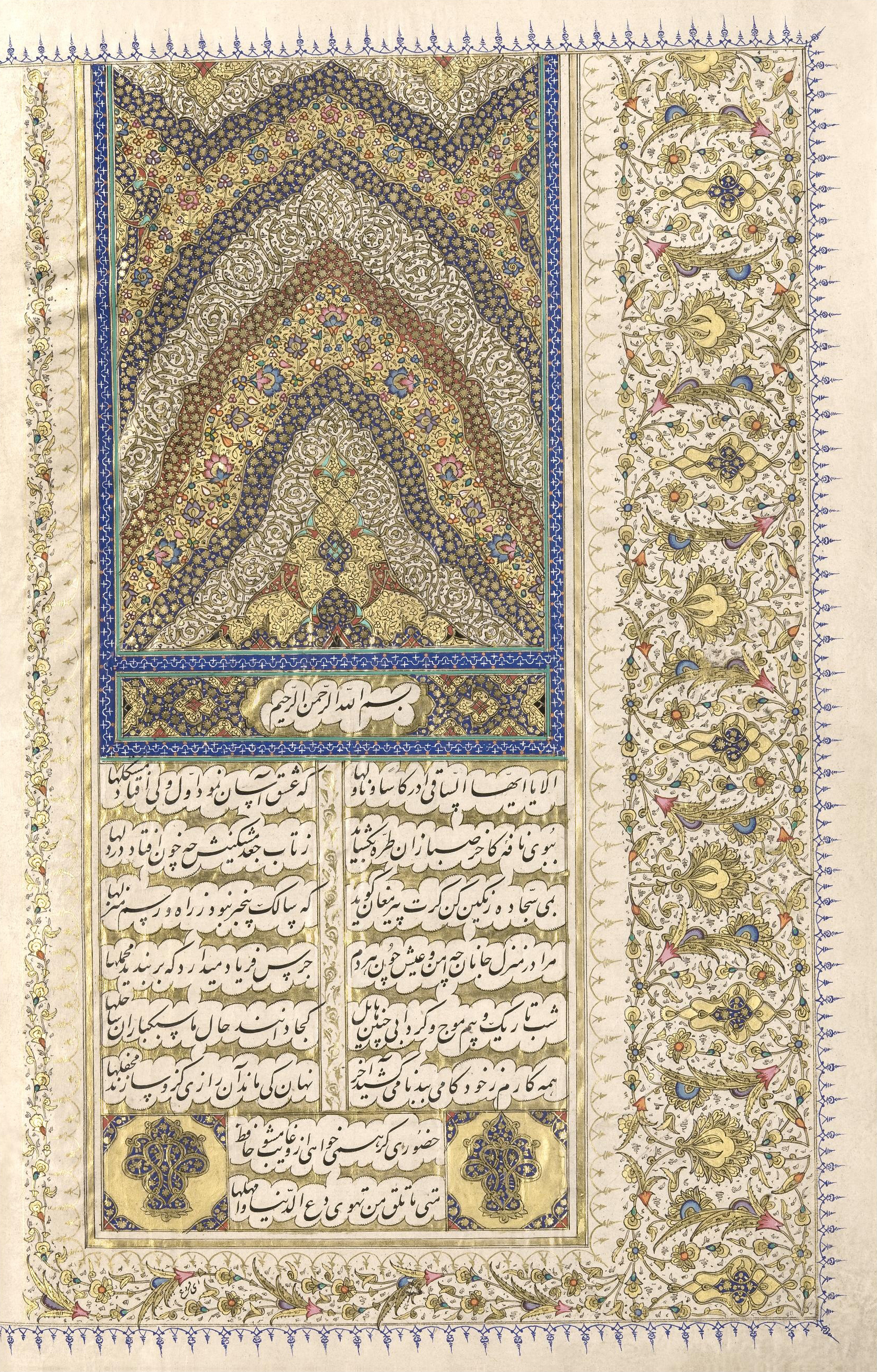
الصفحة الأولى من مخطوطة ديوان حافظ شيرازي بكتابت: ميرزا عليناغي شيرازي.

ديوان الحافظ (بالفارسية: دیوان حافظ) هو كتاب يحتوي على جميع أشعار حافظ الباقية. معظم هذه الأشعار باللغة الفارسية، ولكن هناك عددا من القصائد والأشعار من باب التلمیع (أي باللغة الفارسية والعربية)، وفيها قصيدة غنائية کاملة بالعربية. أهم جزء في هذا الديوان هو الغزل. وهناك أشعار في أضرب أخرى من قوالب شعریة مثل القطعة، القصيدة والمثنوي والرباعية موجودة أيضًا في هذا الديوان. لا يوجد دليل على هدم معظم قصائد حافظ، بالإضافة إلى أن حافظ كان مشهورًا جدًا في حياته؛ فلذلك، إن قلة عدد القصائد في ديوانه تشير إلى أنه لم يكن شاعرًا غزير الإنتاج. عدد القصائد الغنائية المقبولة عمومًا أقل من 500 غزلية. منها 495 قصيدة غنائية في طبعات قزويني وغاني، و486 قصيدة غنائية في طبعة خانلاري الثانية، و484 قصيدة غنائية في طبعات سایه.
من المحتمل أن يكون ديوان حافظ قد جمع بعد وفاته من جانب محمد گلندام لأول مرة. مع ذلک، تشير بعض التقارير غير المؤكدة إلى أن حافظا قام بتحریر ديوانه فی عام 770 هـ، أي أكثر من عشرين عامًا قبل وفاته، لكن لا توجد مخطوطة من هذا الإصدار. هناك العديد من المخطوطات المعروفة في إيران وأوروبا وأماكن أخرى تعود إلى الربعين الثاني والثالث من القرن الخامس عشر المیلادی، یعنی من ثلاثين إلى ستين عامًا بعد وفاة الحافظ، تشمل أقل من 500 قصيدة؛ وتحتوي الإصدارات اللاحقة على 600 قصيدة وأكثر منها. في عام 1958 م، نشر پرویز ناتل خانلري مخطوطة من حوالي عام 813 هـ، تحتوي على 152 قصيدة في حالة نصية جيدة. استمرت المخطوطات المشتقة، مع شروح بالفارسية أو التركية أو الأردية، على مدى القرون الأربعة التالية. تنقسم أشعار حافظ إلى أربعة أضرب: مثنوي، وقصیدة، وغزل، وقطعة. استخدم حافظ في دیوانه، 23 وزنا و 10 بحور عروضیة.
في خلال السنوات حتى عام 1367 ه كانت ترجمات الديوان أو جزء منه أو مقتطفاته إلى الأردية، البنجابية، السندية، العربية والإنجليزية في الهند وباكستان؛ وترتيب القصائد للغناء باللغات الإنجليزية، الفرنسية، الألمانية، الروسية، الأرمنية، البلغارية، التشيكية، الصينية، الدنماركية، الهولندية، الفنلندية، اليونانية، المجرية، الإيطالية، اللاتينية، الليتوانية، النرويجية، البولندية، البرتغالية، الرومانية، الصربية، السويدية، الإسبانية والتركية.
وفقا لیارشاطر، لم يخضع أي شاعر إيراني آخر للتحليل والتفسير بشدة كحافظ الشیرازی. لا يوجد شاعر فارسي آخر يمكنه أن يجد مثل هذا المزيج من الخيال الخصب والتعبير الأدبي والاختيار الصحيح والأنسب للكلمات والتعبيرات. لقد أثر حافظ على المجموعة التالية من الشعراء الغنائيين.

## الديوان الشامل ومقدمة له
من المحتمل أن يكون ديوان حافظ قد جمع بعد وفاته من جانب محمد گلندام لأول مرة. مع ذلک، تشير بعض التقارير غير المؤكدة إلى أن حافظ قام بتحریر ديوانه فی عام 770 هـ.ق، یعنی أكثر من عشرين عامًا قبل وفاته. لكن لا توجد مخطوطة من هذا الإصدار وتحریر. هناك العديد من المخطوطات المعروفة في إيران وأوروبا وأماكن أخرى تعود إلى الربعين الثاني والثالث من القرن الخامس عشر میلادیة، یعنی من ثلاثين إلى ستين عامًا بعد وفاة الحافظ. و موثوقيتها، مشمول أقل من 500 قصيدة؛ وتحتوي الإصدارات اللاحقة على 600 قصيدة وأكثر منها. في عام 1958 م، نشر پرویز ناتل خانلري مخطوطة من حوالي عام 813 هـ.ق، تحتوي على 152 قصيدة في حالة نصية جيدة. استمرت المخطوطات المشتقة، مع شروح بالفارسية أو التركية أو الأردية، على مدى القرون الأربعة التالية وفقًا للنسخ القديمة التي تم الحصول عليها، من الواضح أن قام العديد من الأشخاص الآخرين بالإضافة إلى الديوان الشامل ومحمد گلندام، بجمع هذا الديوان في أوقات وأماكن مختلفة.

## محتویات
كتاب يحتوي على جميع اشعار باقیة من حافظ. معظم هذه اشعار باللغة الفارسية، ولكن هناك عدد من القصائد واشعار من باب التلمیع (ای بالغة الفارسية والعربية) وفيها قصيدة غنائية کاملة بالعربية. أهم جزء في هذا الديوان هو الغزال. الاشعار في أضراب أخرى من قالبات الشعریة مثل القطعة ، القصيدة ، المثنوي والرباعية موجودة أيضًا في هذا الديوان. لا يوجد دليل على هدم معظم قصائد حافظ، بالإضافة إلى أن حافظ كان مشهورًا جدًا في حياته؛ فلذلك، إن قلة عدد القصائد في الديوانه، تشير إلى أنه لم يكن شاعرًا غزير الإنتاج. عدد القصائد الغنائية المقبولة عمومًا أقل من 500 غزل. من هذا، کان 495 قصيدة غنائية في طبعات قزويني وغاني، 486 قصيدة غنائية في طبعة خانلاري الثانية و 484 قصيدة غنائية في طبعات سایه.

## اللغة والأسلوب
تنقسم اشعار حافظ إلى أربعة أضراب والاقسام: مثنوي، وقصیدة، وغزال، وقطعة. استخدم حافظ في دیوانه، 23 أوزانًا و 10 بحار عروضیة.

## تأثيرات

### فی ترجمان
في خلال السنوات حتى عام 1367 ه.ش، كانت ترجمات الديوان أو جزء منه أو مقتطفاته إلى الأردية، البنجابية، السندية، العربية والإنجليزية في الهند وباكستان؛ وترتيب القصائد للغناء باللغات الإنجليزية، الفرنسية، الألمانية، الروسية، الأرمنية، البلغارية، التشيكية، الصينية، الدنماركية، الهولندية، الفنلندية، اليونانية، المجرية، الإيطالية، اللاتينية، الليتوانية، النرويجية، البولندية، البرتغالية، الرومانية، الصربية، السويدية، الإسبانية والتركية.

### الأبحاث
وفقا لیارشاطر، لم يخضع أي شاعر إيراني آخر للتحليل والتفسير والتفسير بشدة حافظ شیرازی. لا يوجد شاعر فارسي آخر يمكنه أن يجد مثل هذا المزيج من الخيال الخصب والتعبير الأدبي والاختيار الصحيح والانسب للكلمات والتعبيرات الحريرية. لقد أثر حافظ على المجموعة التالية من الشعراء الغنائيين.